# ヴィーエー・リナックス・システムズ・ジャパン
ヴィーエー・リナックス・システムズ・ジャパン株式会社（VA Linux Systems Japan K.K.）は、日本のLinux関連企業。2000年に米VA Linux Systems(現Geeknet)社の日本法人として住友商事とのジョイントベンチャーで設立されたが、2002年1月に住友商事が過半数の株式を取得し、その子会社となる。2005年3月に住友商事の情報システム子会社である住商情報システム (現SCSK) に株式が移管され、住商情報システム (現SCSK) が筆頭株主となる。他にNTTコムウェア、NTTデータ、東芝ITサービス、日本電気から出資を受けていた。2015年8月にSCSKの100%子会社となる。

## 概要
- 設立：2000年9月13日
- 所在地：東京都江東区豊洲3-2-20
- 資本金：194,750,000円
- 代表取締役：狹間 輝義